# Trao đổi dữ liệu điện tử
Trao đổi dữ liệu điện tử (Electronic Data Interchange - EDI) là sự truyền thông tin từ máy tính gửi đến máy tính nhận bằng phương tiện điện tử, trong đó có sử dụng một số định dạng chuẩn nhất định nào đó. Theo Luật thương mại quốc tế của Ủy ban Liên hợp quốc, việc trao đổi dữ liệu điện tử được định nghĩa như sau: "Trao đổi dữ liệu điện tử (EDI) là việc chuyển giao thông tin từ máy tính điện tử này sang máy tính điện tử khác bằng phương tiện điện tử, có sử dụng một tiêu chuẩn đã được thỏa thuận để cấu trúc thông tin".
EDI là hình thức thương mại điện tử đầu tiên được sử dụng trong doanh nghiệp, và đã tồn tại nhiều năm trước đây, trước khi chúng ta nói tới thuật ngữ thương mại điện tử. Cho đến nay EDI vẫn là các giao dịch quan trọng bậc nhất trong thương mại điện tử B2B. Các dữ liệu giao dịch trong giao dịch B2B bao gồm các thông tin được chứa đựng trong các hoá đơn, phiếu đặt hàng, yêu cầu báo giá, vận đơn và báo cáo nhận hàng. Với EDI, các hóa đơn, đơn đặt hàng, vận đơn, yêu cầu báo giá, báo cáo nhận hàng và các tài liệu kinh doanh điện tử khác có thể được xử lý trực tiếp từ máy tính của các công ty phát hành để công ty tiếp nhận, với khoản tiết kiệm lớn trong thời gian, chi phí và tránh được nhiều sai sót thường gặp của truyền thông truyền thống 'trên giấy'. Các tiêu chuẩn EDI đang được phổ biến và ứng dụng trong doanh nghiệp như các tiêu chuẩn của Liên hợp quốc hoặc tiêu chuẩn quốc tế: ANSI ASC X12, EDIFACT (hay UN/ EDIFACT), XML, TXT,...

## Quá trình phát triển của EDI
Các tiêu chuẩn EDI ra đời đầu tiên của Hoa Kỳ về việc vận chuyển hàng hóa do Ủy ban phối hợp dữ liệu giao thông vận tải (TDCC) đưa ra. Sau đó, EDI được áp dụng trong một số ngành công nghiệp dựa trên nhu cầu cá nhân của ngành công nghiệp đó, bao gồm: WINS áp dụng cho công nghiệp kho bãi, VICS dùng cho ngành bán lẻ ở Mỹ và TRADACOMS bán lẻ ở Châu Âu, ngành công nghiệp hàng hải DISH, AIAG công nghiệp ô tô ở Mỹ hay Odette công nghiệp ô tô của Châu Âu,... Sau đó, các ứng dụng EDI là trưởng thành hơn.
Vì đối tượng của hoạt động kinh doanh thường không được giới hạn trong một ngành công nghiệp duy nhất, do vậy vào năm 1979, Viện Tiêu chuẩn Quốc gia Hoa Kỳ (ANSI) dựa theo tiêu chuẩn của TDCC và tham khảo tiêu chuẩn công nghiệp EDI khác cho ra đời tiêu chuẩn ANSI ASC X12. Mặt khác, châu Âu cũng phát triển tích hợp các tiêu chuẩn EDI vào đầu năm 1980 đề xuất TDI (tiêu chuẩn trao đổi dữ liệu thương mại) và GTDI (Hướng dẫn cho trao đổi dữ liệu thương mại).
Vì rất nhiều các doanh nghiệp tham gia vào thị trường quốc tế và trao đổi dữ liệu điện tử từ nhiều nước khác nhau nên phát sinh nhu cầu mở rộng EDI trên một cơ sở toàn cầu. Do đó, năm 1987, Liên hợp quốc đã cung cấp một tập tiêu chuẩn quốc tế EDIFACT (hay UN/ EDIFACT). Nó thực chất là tổ hợp của các tiêu chuẩn Hoa Kỳ ASC X12 với các tiêu chuẩn trao đổi dữ liệu thương mại (TDI) được phát triển ở Anh và được dùng khắp Châu Âu.
Do đó, Liên hợp quốc đã cung cấp một tập tiêu chuẩn quốc tế dưới sự quản lý chung của nhóm thực hiện trao đổi dữ liệu điện tử trong Hành chính, Thương mại và Vận tải của Liên hợp quốc (UN/CEFACT) thuộc Ủy ban Kinh tế Liên hợp quốc về Châu Âu (UN/USE).
Việc phát triển tiêu chuẩn EDI quốc tế EDIFACT (hay UN/ EDIFACT) được 2 tổ chức đó là ISO và tổ chức UN/CEFACT rất quan tâm. Hai tổ chức này đã hợp tác và phân công cùng xây dựng EDIFACT. Việc xây dựng các chuẩn, đăng ký thông điệp được tổ chức UN/USE chịu trách nhiệm, còn cú pháp và từ điển dữ liệu được thực hiện bởi tổ chức ISO.
Tên gọi tắt EDIFACT được UN/USE công nhận vào năm 1987 và áp dụng theo những quy tắc cú pháp EDIFACT để đệ trình ISO. Và tổ chức ISO đã chấp nhận cú pháp của EDIFACT và cú pháp này trở thành một tiêu chuẩn quốc tế, được công bố rộng rãi.

## Một số tiêu chuẩn EDI
Chuẩn EDI được xây dựng và phát triển năm 1982 và đưa vào sử dụng năm 1985. Một bộ chuẩn EDI là một khung hướng dẫn cho các định dạng dữ liệu thống nhất dùng để tạo những phiên bản điện tử đọc được bằng máy tính thay thế cho tài liệu giấy truyền thống.
Một số tiêu chuẩn EDI chính:
- UN / EDIFACT là tiêu chuẩn quốc tế được Liên hợp quốc công bố, được sử dụng trong hầu hết các quốc gia bên ngoài Bắc Mỹ, gồm những lĩnh vực thương mại và giao thông vận tải. Một số các tập con của các tiêu chuẩn UN / EDIFACT:
+ Tiêu chuẩn EANCOM được sử dụng trong thương mại
+ Odette chuẩn được sử dụng trong ngành công nghiệp ô tô châu Âu
+ CEFIC chuẩn được sử dụng trong công nghiệp hóa chất
+ EDICON chuẩn được sử dụng trong ngành công nghiệp xây dựng
+ Chuẩn RINET sử dụng trong bảo hiểm
+ Tiêu chuẩn HL7 được sử dụng trong chăm sóc sức khỏe.
+ Tiêu chuẩn IATA được sử dụng trong vận tải hàng không
+ Tiêu chuẩn SPEC 2000 sử dụng trong ngành công nghiệp quốc phòng
+ Tiêu chuẩn SWIFT được sử dụng trong các lĩnh vực ngân hàng
+ Tiêu chuẩn UIC 912 được sử dụng trong giao thông vận tải đường sắt
- Tiêu chuẩn ANSI ASC X12 được sử dụng rộng rãi ở Bắc Mỹ.
- TRADACOMS là tiêu chuẩn được phát triển bởi GS1 Anh là chiếm ưu thế trong thương mại bán lẻ của Anh.
- VDA chuẩn được sử dụng trong ngành công nghiệp ô tô châu Âu chủ yếu ở Đức.
- ADatP – 3 tiêu chuẩn của NATO
- EBICS phổ biến ở Pháp
Trong đó, chuẩn EDIFACT (UN/ EDIFACT) và chuẩn ANSI ASC X12 là 2 chuẩn được sử dụng thông dụng nhất. Tiêu chuẩn ANSI ASC X12 phổ biến ở Mỹ và UN / EDIFACT ở châu Âu và châu Á.

## Nguyên lý hoạt động của EDI
Để ứng dụng quy trình EDI thì giữa các doanh nghiệp đối tác với nhau thì cần phải yêu cầu những bên tham gia cần phải tích hợp hệ thống EDI. Các bên đối tác tham gia sẽ gửi và nhận dữ liệu điện tử dưới dạng chuẩn EDI. Và hiện nay thông thường sử dụng dạng chuẩn là UN/EDIFACT.
- Bên gửi chuẩn bị tài liệu điện tử để gửi đi: Những dữ liệu điện tử của bên gửi sẽ được mã hóa dưới dạng chuẩn EDI dựa vào hệ thống phần mềm của họ trước khi gửi đi để đảm bảo an toàn, bảo mật dữ liệu khi truyền tải.
 - Dịch dữ liệu để truyền tải: Từ bộ chuyển đổi của EDI, phong bì EDI cho dữ liệu modern cần truyền tải để chuẩn bị truyền dữ liệu thông qua các phương tiện điện tử.
 - Truyền tải dữ liệu:
+ Cách 1: Truyền EDI thông qua môi trường mạng Internet công cộng.
+ Cách 2: Truyền EDI thông qua mạng giá trị gia tăng – mạng VAN.
- Dịch dữ liệu truyền tới: Tại đây với hệ thống phần mềm của mình, phía bên nhận dữ liệu điện tử truyền tới sẽ tiến hành dịch các dữ liệu mà phía bên gửi gửi tới thông qua bộ hệ thống phần mềm của họ dựa theo các chuẩn EDI đã được quy định.
 - Xử lý dữ liệu điện tử nhận được: Dữ liệu sau khi được dịch sẽ được chuyển đến hệ thống điện tử để xử lý.
Khi hoạt động, EDI sẽ rút thông tin từ những hoạt động hay lưu trữ của công ty và truyền tải thông tin dưới dạng máy tính đọc được qua các thiết bị viễn thông hoặc qua đường dây điện thoại. Ở phía bên nhận, dữ liệu có thể chuyển trực tiếp vào hệ thống máy tính của đối tác (bên nhận) và được xử lý hoàn toàn tự động với các ứng dụng nội bộ tại đây.

## Lợi ích của EDI
- Tiết kiệm chi phí cho doanh nghiệp
+ Các chi phí liên quan đến giấy, in ấn, sao chép, lưu trữ hồ sơ, bưu chính và thu hồi tài liệu đều giảm hoặc loại bỏ khi bạn chuyển sang giao dịch EDI giúp giảm đi các chi phí giao dịch cho việc trao đổi thông tin, chi phí giấy tờ, thư tín.
+ Giảm chi phí xử lý dữ liệu bằng tay.
+ Tiết kiệm thời gian vì không cần phải nhập lại thông tin nhiều lần.
-     Sự tốc độ và độ chính xác trong các giao dịch
+ EDI có thể tăng tốc độ chu kỳ kinh doanh của các doanh nghiệp. Các giao dịch hối đoái trong vài phút thay vì ngày hay vài tuần thời gian chờ đợi từ các dịch vụ bưu chính thông thường.
+ Cải thiện chất lượng thông tin, cung cấp thông tin một cách chính xác do giảm các lỗi sai sót vì nhập lại số liệu một cách thủ công nhiều lần.
+ Sử dụng EDI có thể làm giảm thời gian chu chuyển dòng tiền mặt, cải thiện các giao dịch kinh doanh và các mối quan hệ với đối tác, khách hàng. Hệ thống lưu trữ của EDI giúp chắc chắn rằng văn bản đã được giao đến đối tác và có thể theo dõi lộ trình, đường đi của hàng hóa trong từng giai đoạn.
-      Tăng hiệu quả kinh doanh
+ Tự động hoá các công việc trên giấy cho phép nhân viên để tập trung vào các nhiệm vụ có giá trị cao hơn và cung cấp cho họ những công cụ để làm việc hiệu quả hơn. EDI giúp giảm thiểu công sức của nhân viên và giúp hạn chế những chậm trễ hay sai lỗi thường đi kèm trong việc xử lý chứng từ bằng tay.
+ Xử lý nhanh chóng các tài liệu kinh doanh một cách chính xác, giảm bớt tình trạng sai sót trong đơn đặt hàng, hóa đơn,… giúp giảm đi các trường hợp bồi thường, bị hủy bỏ đơn đặt hàng do sai lỗi.
+ Tự động hoá việc trao đổi dữ liệu giữa các ứng dụng qua một chuỗi cung ứng có thể đảm bảo rằng dữ liệu kinh doanh quan trọng được gửi về thời gian và có thể được theo dõi trong thời gian thực. Người bán được hưởng lợi từ việc cải thiện dòng tiền và giảm chu kỳ dòng vận chuyển tiền mặt.
+ EDI giúp giảm thời gian lưu kho, giảm số lượng hàng tồn kho vì nó được tích hợp cùng với hệ thống lưu kho tự động,
+ Chu trình giao dịch thương mại nhanh hơn, giúp đáp ứng nhu cầu khách hàng hiệu quả hơn.
+ Tạo cơ hội thúc đẩy các hoạt động cung cấp và sản xuất nhằm tăng khả năng cạnh tranh.
-         Lợi ích trong chiến lược kinh doanh
+ EDI cho phép khả năng hiển thị thời gian thực vào trạng thái giao dịch. Điều này sẽ cho phép doanh nghiệp đưa ra quyết định nhanh hơn để đáp ứng với sự thay đổi nhu cầu của thị trường, cho phép doanh nghiệp áp dụng một mô hình kinh doanh theo nhu cầu chứ không phải là một nguồn cung cấp định hướng.
+ Rút ngắn thời gian giao hàng, cải tiến sản phẩm và phân phối sản phẩm mới.
+ Thúc đẩy trách nhiệm xã hội và phát triển bền vững bằng cách thay thế các quy trình dựa trên giấy tờ bằng các quy trình điện tử. 

## Giao thức truyền tải
EDI là cần thiết để vận chuyển các dữ liệu cần thiết từ máy tính gửi qua các điểm trung gian bất kỳ tới máy tính nhận.
- Các giao thức cổ điển
+ X.400 e-mail tiêu chuẩn của ITU
+ OFTP 1 có thể sử dụng ISDN, TCP / IP, X.25 hoặc X.31 Fit
+ FTAM File Transfer truy cập và quản lý
- Ngoài ra, tất nhiên, có các "giao thức Internet" được sử dụng, đặc biệt là:
+ SMTP: Internet e-mail
+ HTTP
+ FTP: File Transfer Protocol
- Dựa trên giao thức Internet, có những tiêu chuẩn truyền thông ngoài việc vận chuyển dữ liệu còn có các tiêu chuẩn về mã hóa, xác thực và nén. Ví dụ như:
+ AS1 Internet EDIINT: Protocol (áp dụng SMTP)
+ AS2 Internet EDIINT: Protocol (áp dụng HTTP)
+ AS3 Internet EDIINT: Protocol (áp dụng FTP)
- EBICS Ngân hàng điện tử truyền thông Internet Standard (HTTP)
- OFTP2 Odette File Transfer: Protocol 2, dựa trên TCP / IP 